# Charles-Antoine Bridan
Pour les articles homonymes, voir Bridan.
Charles-Antoine Bridan, né à Ravières (Yonne) le 31 juillet 1730 et mort à Paris le 28 avril 1805, est un sculpteur français.

## Biographie

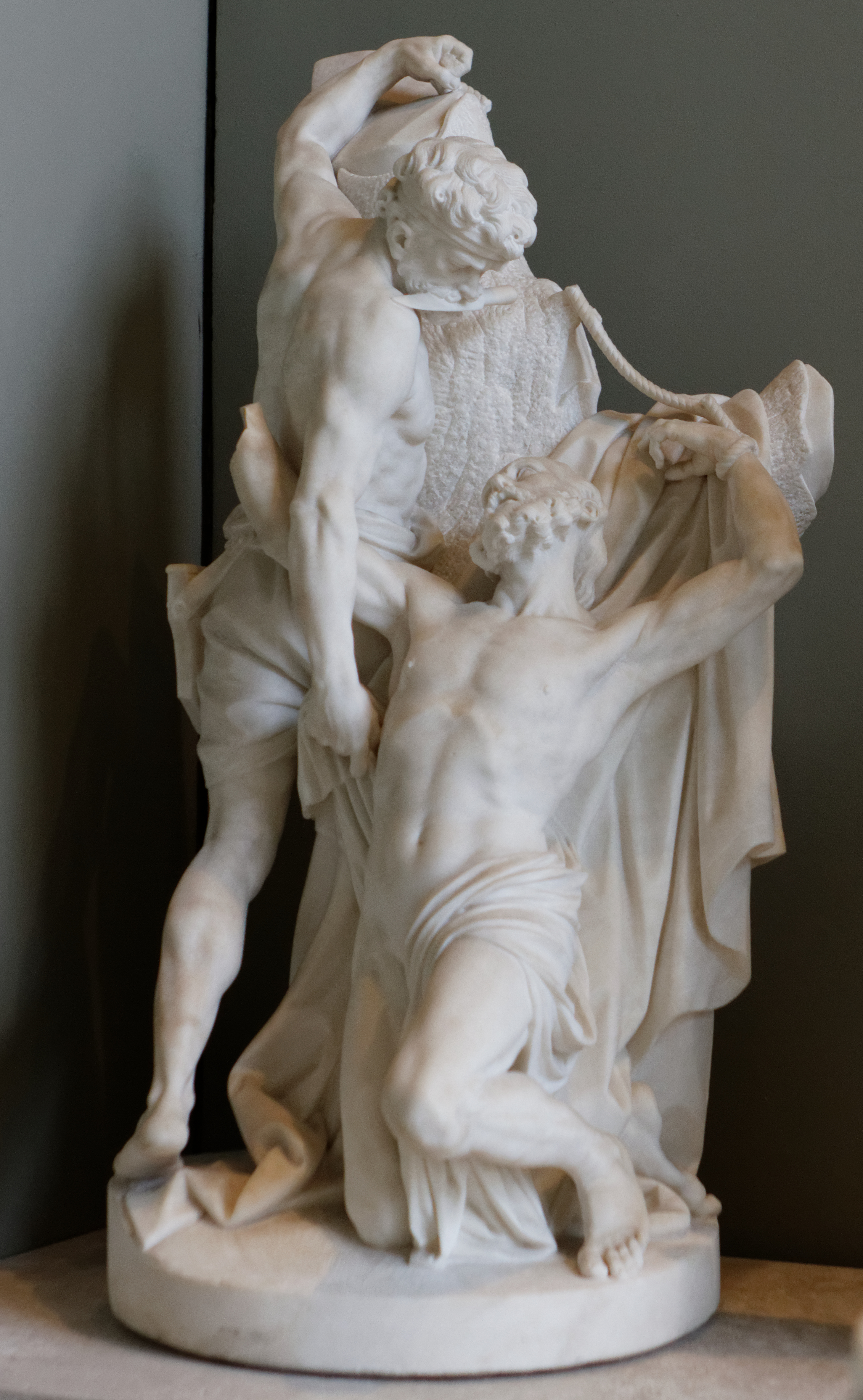
Le Martyre de saint Barthélémy (1779), Paris, musée du Louvre.

Élève de Jean-Joseph Vinache, Charles-Antoine Bridan remporte le second prix de sculpture en 1753 sur le thème de David livre aux Gabaonites les enfants de Saûl, puis, en 1754, le premier prix avec Le Massacre des Innocents. En 1756, il entre à l’École royale des élèves protégés. Pensionnaire de l'Académie de France à Rome, il reste en Italie jusqu'en 1762. Agréé par l'Académie lors de son retour en France, il devient académicien en 1772 avec son groupe en marbre Le Martyre de saint Barthélemy (Paris, musée du Louvre).
Le 30 décembre 1780, il est nommé professeur de sculpture à l'Académie royale de peinture et de sculpture et confirmé le 7 novembre 1795, en remplacement de Étienne Maurice Falconet, lui-même n'aura pas de successeur. Son fils Pierre-Charles Bridan est aussi sculpteur.
Il a eu notamment pour élèves son propre fils et Jean-Pierre Cortot.

## Œuvres dans les collections publiques
- Aix-en-Provence, musée Granet : 
  - Mausolée de Jean-Baptiste Boyer, marquis d'Argens, marbre ; transféré de l'église Notre-Dame de la Seds à la chapelle des Carmélites, puis à l'hôtel de ville et enfin à l'ancien prieuré de Malte en 1828[2].

- Chartres :
  - Cathédrale Notre-Dame :
    - Assomption, 1772, groupe en marbre de Carrare sur le maître-autel,  Classé MH (1840)[3],[4],[5] ;
    - Épisodes de la vie de la Vierge, 1788, huit bas-reliefs en marbre, enserrés dans un encadrement en marbre bleu turquin, dont deux ont été transférés au musée des Beaux-Arts de Chartres lors de la démolition du jubé de la cathédrale[6] ;
    - Haut-relief Le Christ et la Madeleine, marbre, 1781, hauteur 211 cm, chapelle axiale des apôtres du déambulatoire, provient de l'ancien grand séminaire du grand Beaulieu-les-Chartres,  Classé MH (1959)[7] ;

  - Église Saint-Pierre : Vierge de la chapelle axiale du déambulatoire, marbre, provenant de la chapelle de l'ancien évêché,  Classé MH (1906)[8],[9].
  - Musée des Beaux-Arts : 
    - La Fidélité, Salon de 1775, plâtre (inv. 10223) ;
    - Jeune garçon tenant un oiseau, Enfants à la chèvre, Jeune fille tenant un nid, terres cuites (inv. 5965, 99.6.1, 5964) ;
    - L'Hymen, plâtre, hauteur 157 cm, œuvre apparentée à La Fidélité, collection du département en dépôt au musée depuis 1837,  Classé MH (1969)[10].

Œuvres de Charles-Antoine Bridan à Chartres
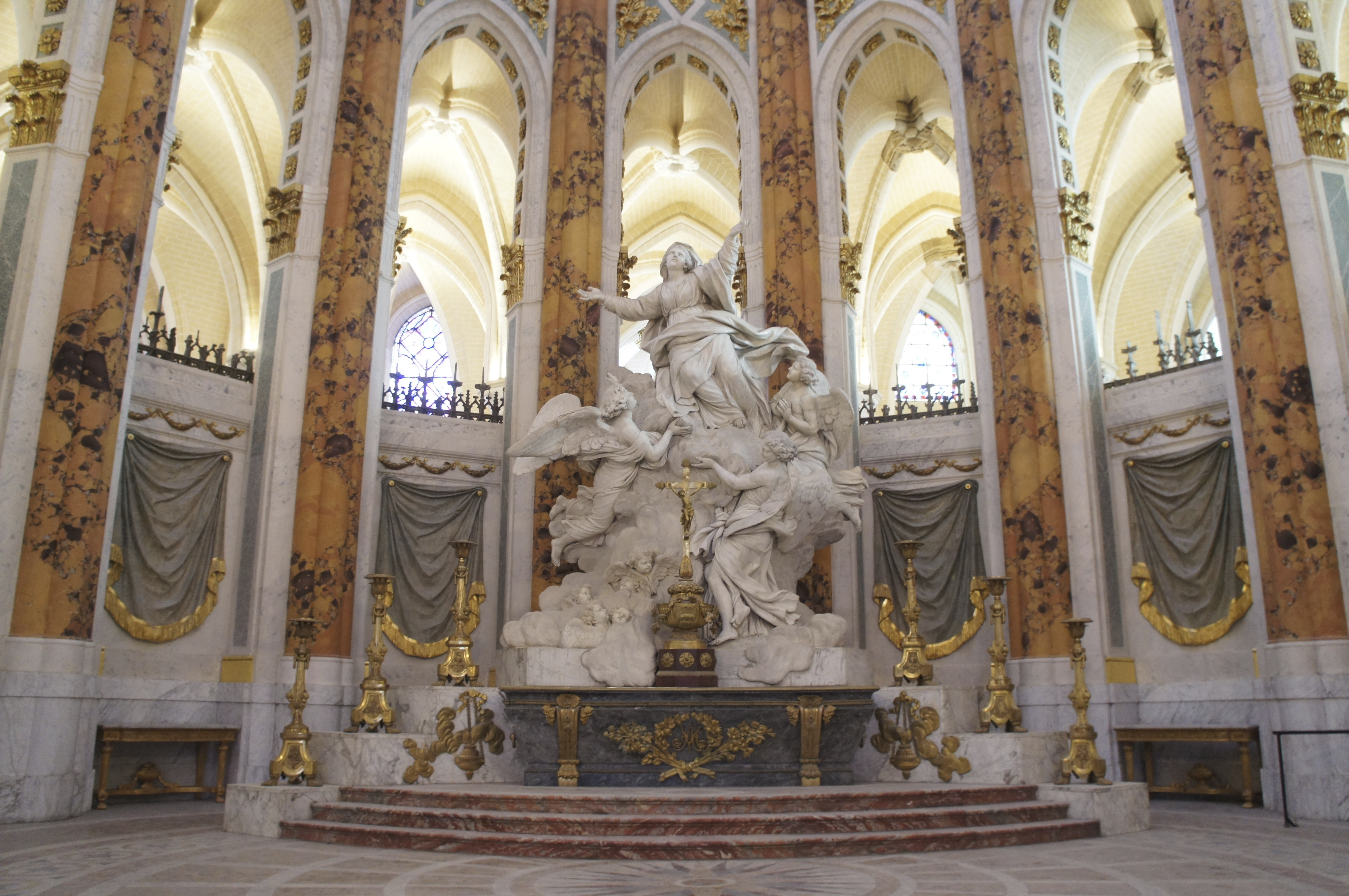
Assomption (1772), maître-autel de la cathédrale Notre-Dame.
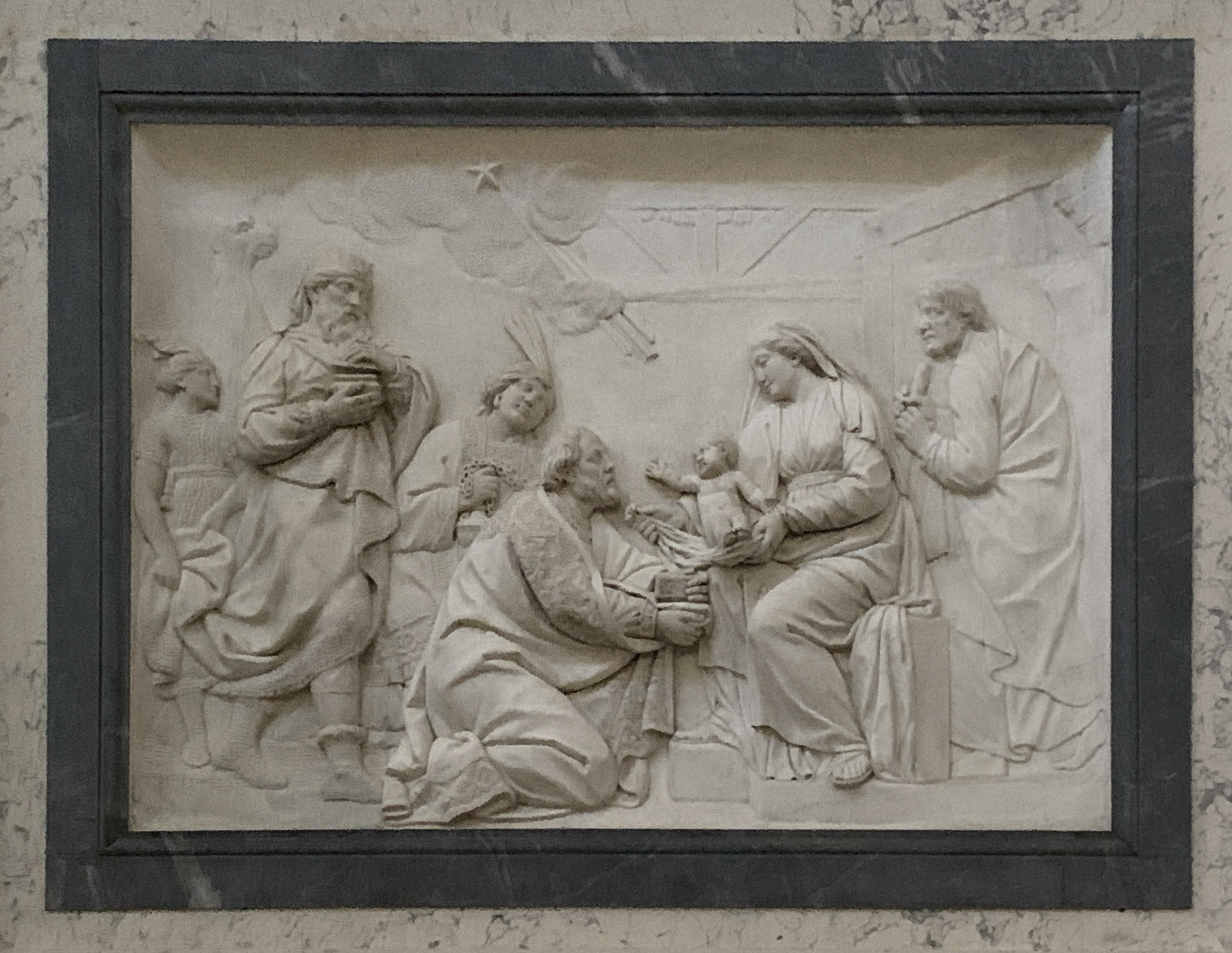
Adoration des mages, chœur de la cathédrale (1788).
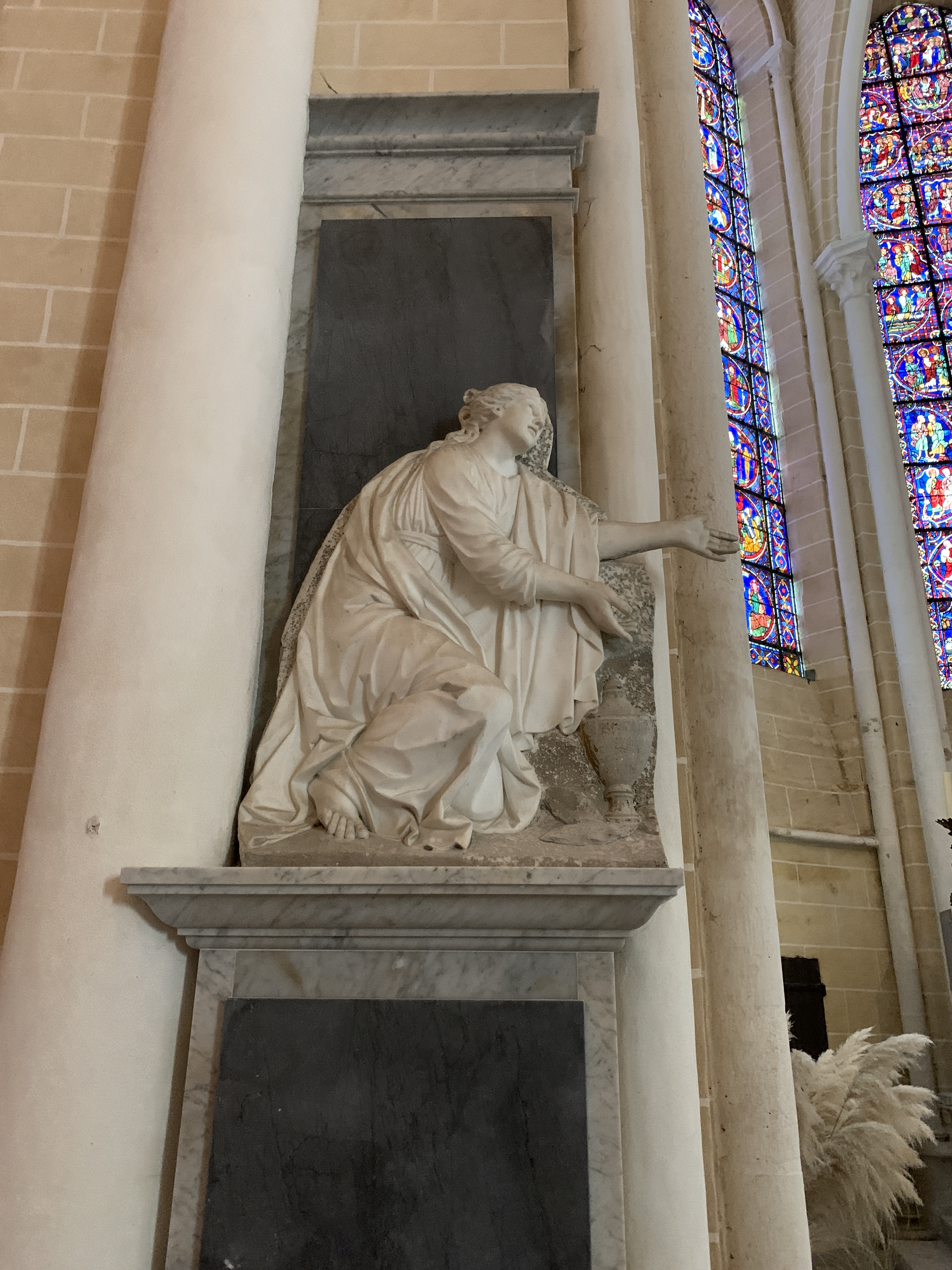
La Madeleine, chapelle des apôtres.
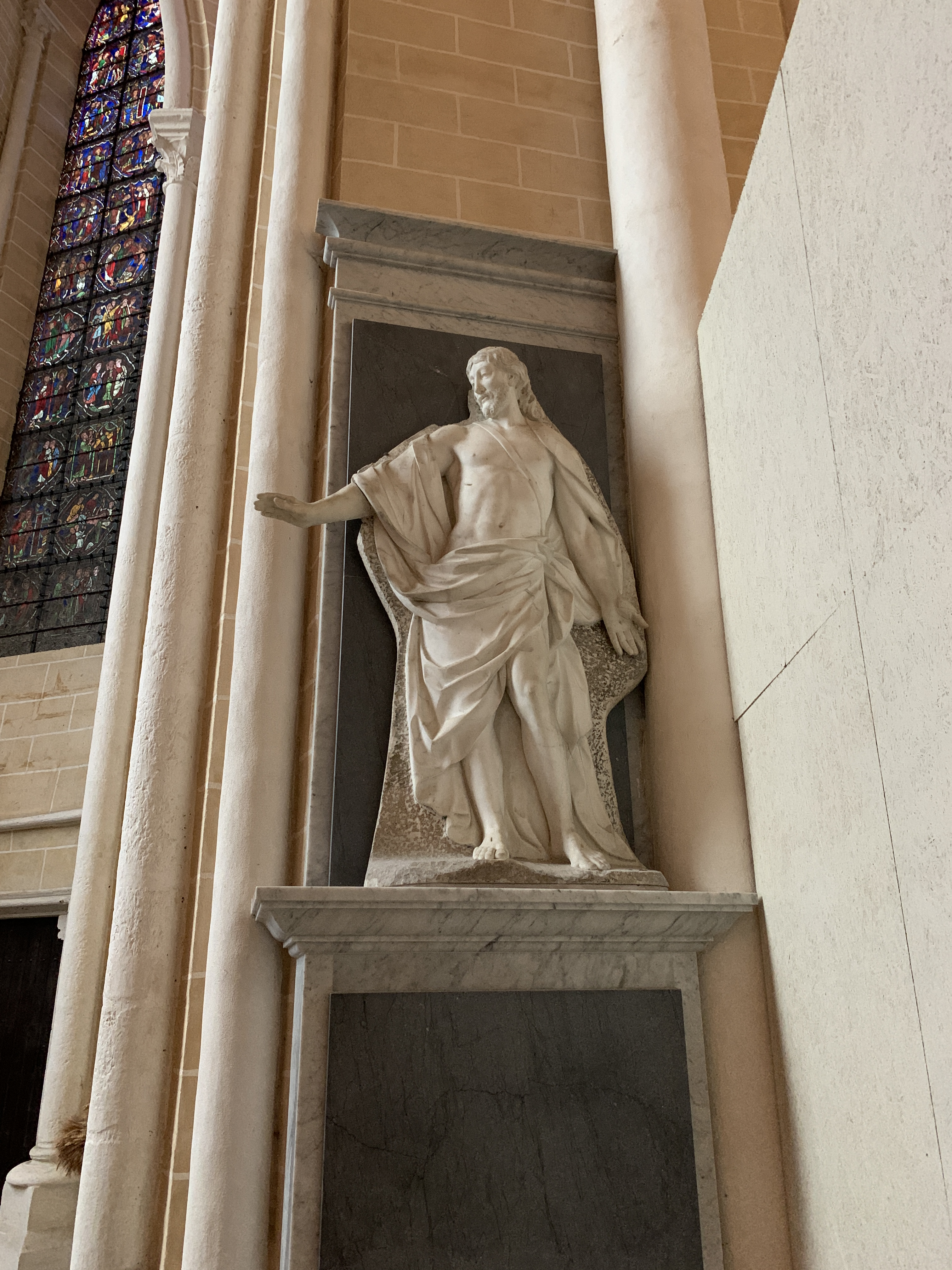
Le Christ, chapelle des apôtres.
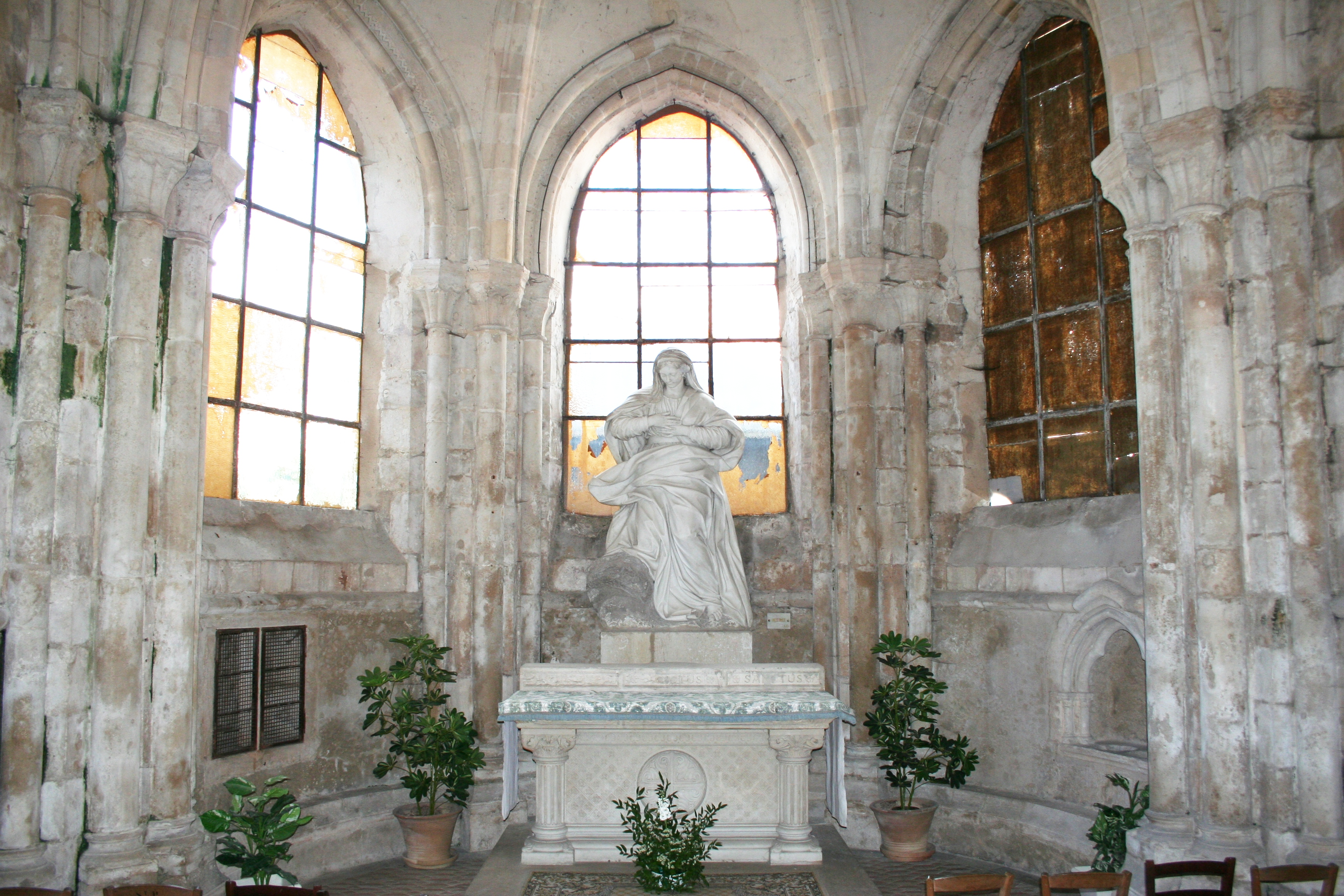
La Vierge, église Saint-Pierre.
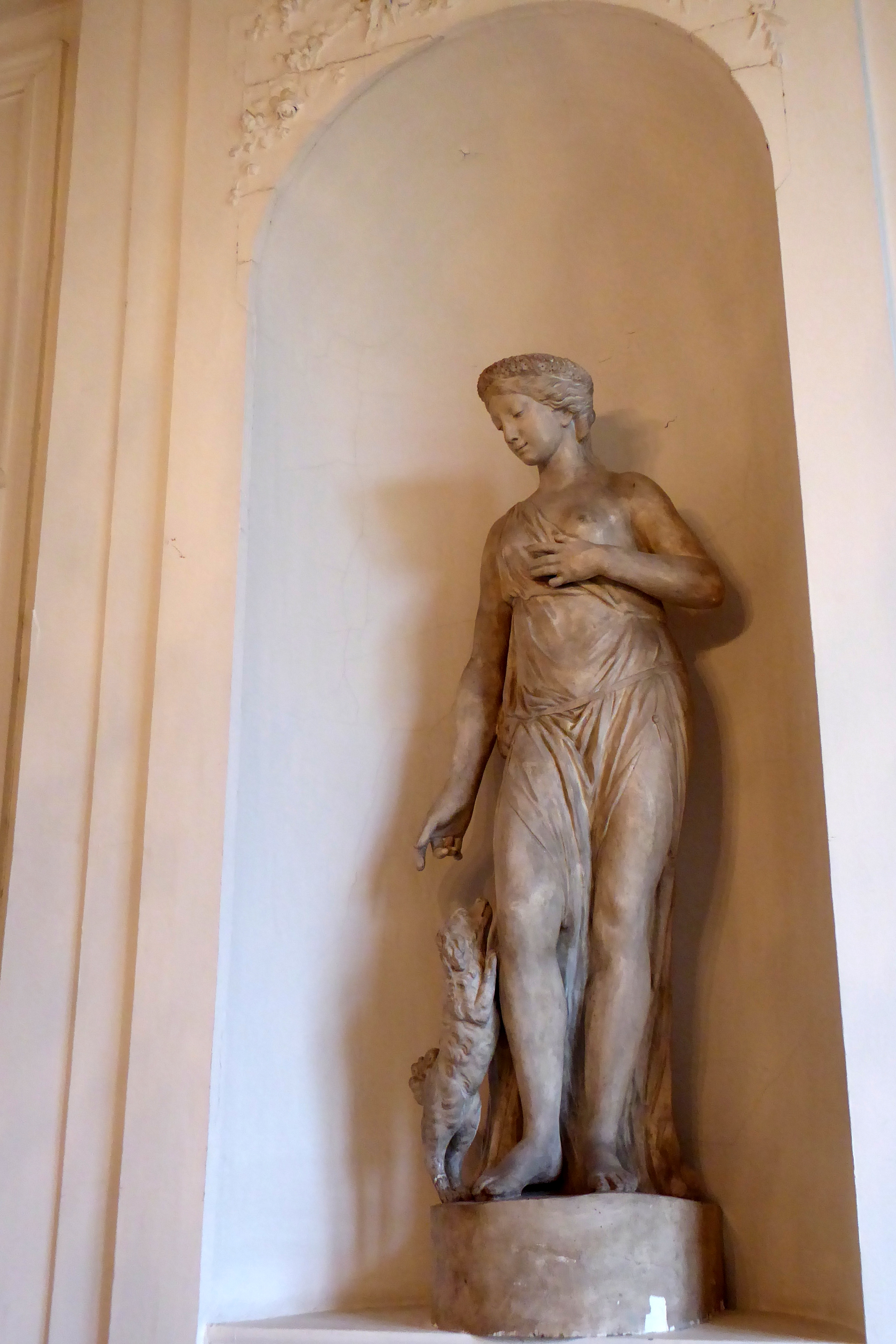
La Fidélité, musée des Beaux-Arts.
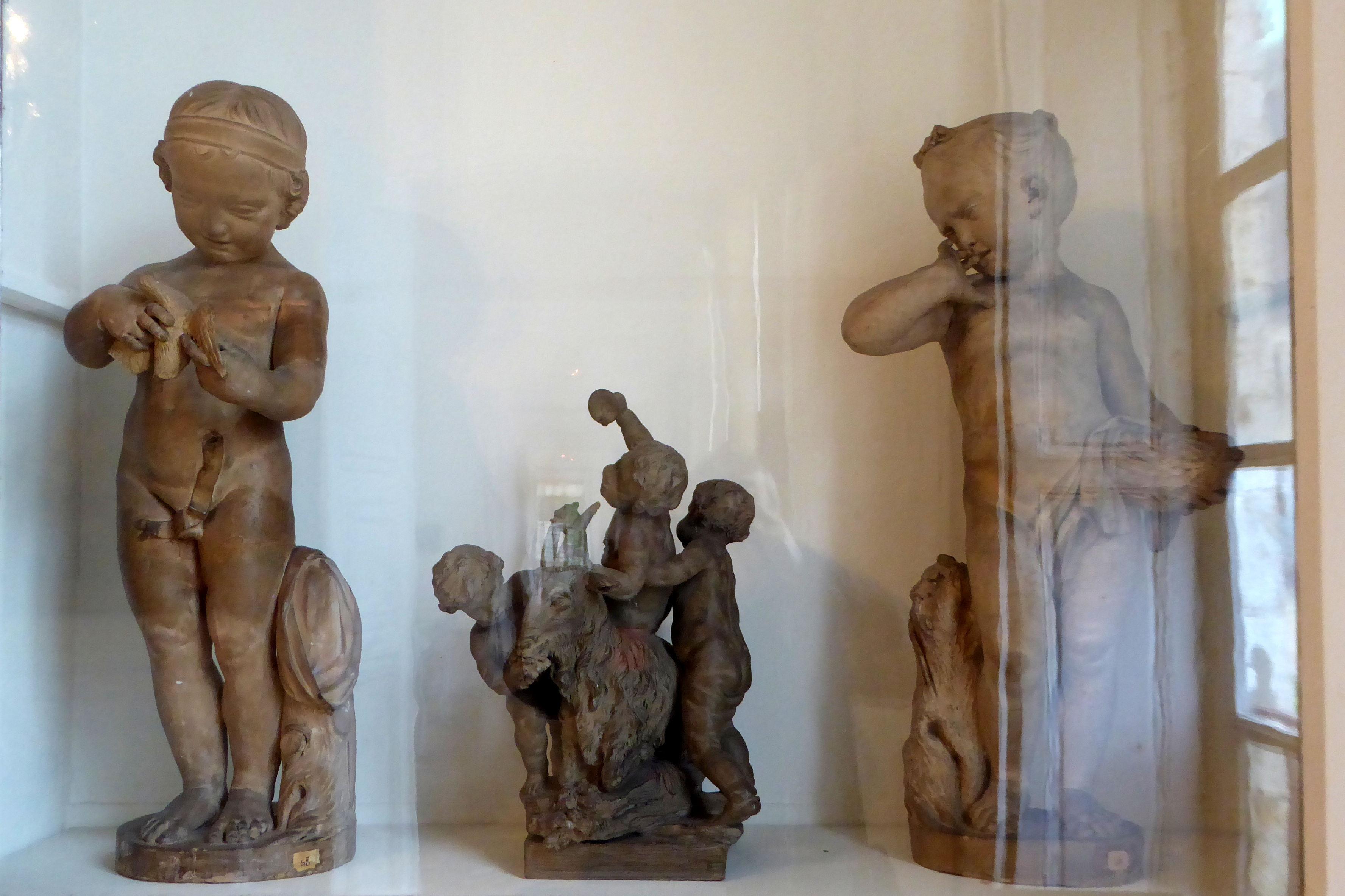
Terres cuites, musée des Beaux-Arts.

- Orléans, musée des Beaux-Arts :

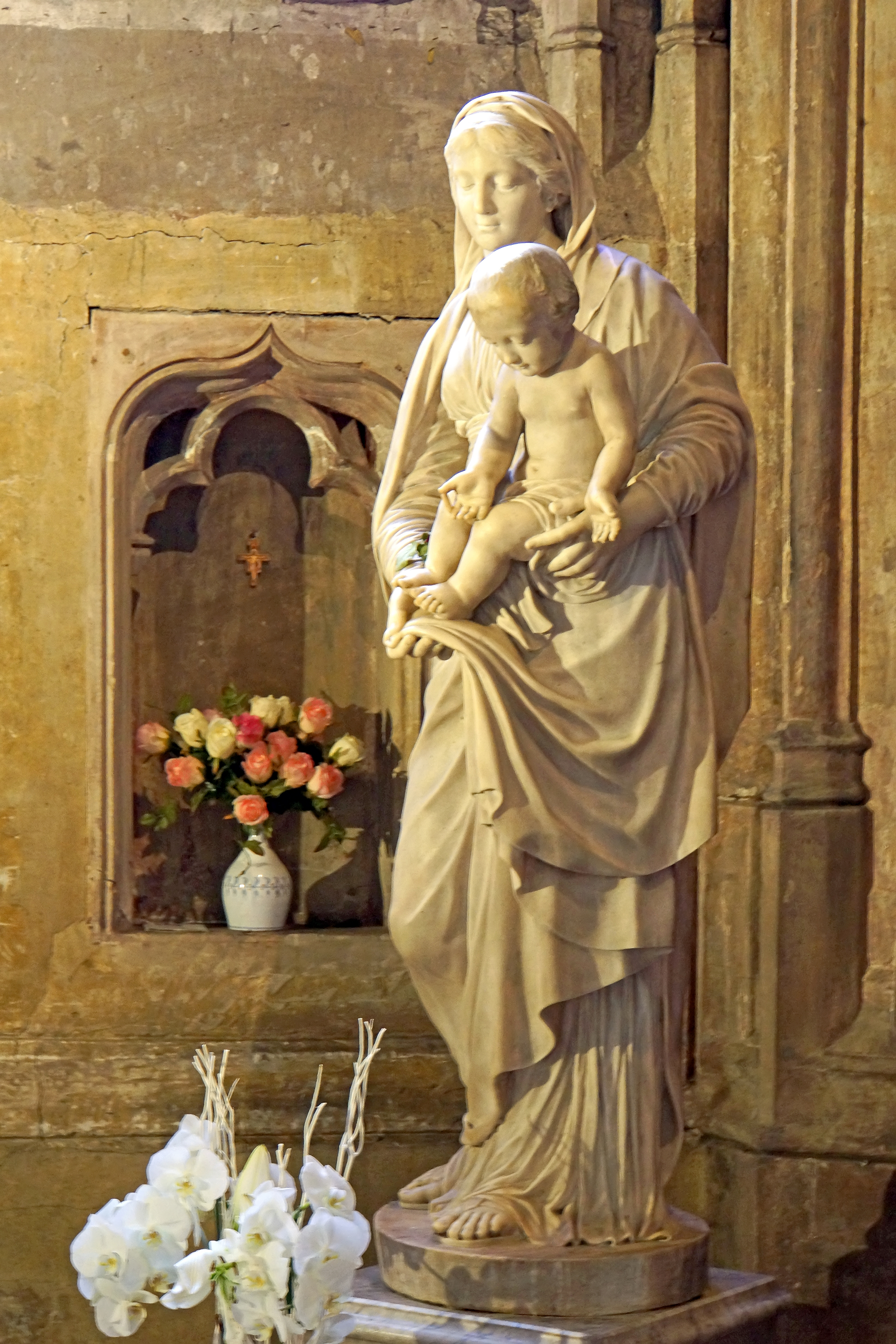
Vierge à l'Enfant, église Saint-Séverin, Paris.

  - L'Enfant à l'oiseau, vers 1780-1800, marbre.

- Paris :
  - Église Saint-Séverin : Vierge à l'Enfant, marbre, hauteur 200 cm,  Classé MH (1905)[11] ;
  - Hôpital Cochin : Abbé Jean-Denis Cochin, commandé par l'État en 1803, buste en marbre du fondateur de l'hôpital éponyme ;
  - Jardin du Luxembourg : Vulcain présentant les armes qu'il a forgé, 1781, au bas de l'escalier du grand bassin[12] ;
  - Jardin des Tuileries, arc de triomphe du Carrousel : Canonnier (troisième à partir de la gauche, côté Tuileries) ;
  - Musée du Louvre : Le Martyre de saint Barthélemy, 1772, groupe en marbre.

- Versailles, musée national des châteaux de Versailles et de Trianon :
  - Vauban, maréchal de France, 1785, statue en marbre ;
  - Joseph François Dupleix, vers 1787, buste en marbre ;
  - Bayard, statue ;
  - Montaigne, buste en marbre.

Œuvres de Charles-Antoine Bridan
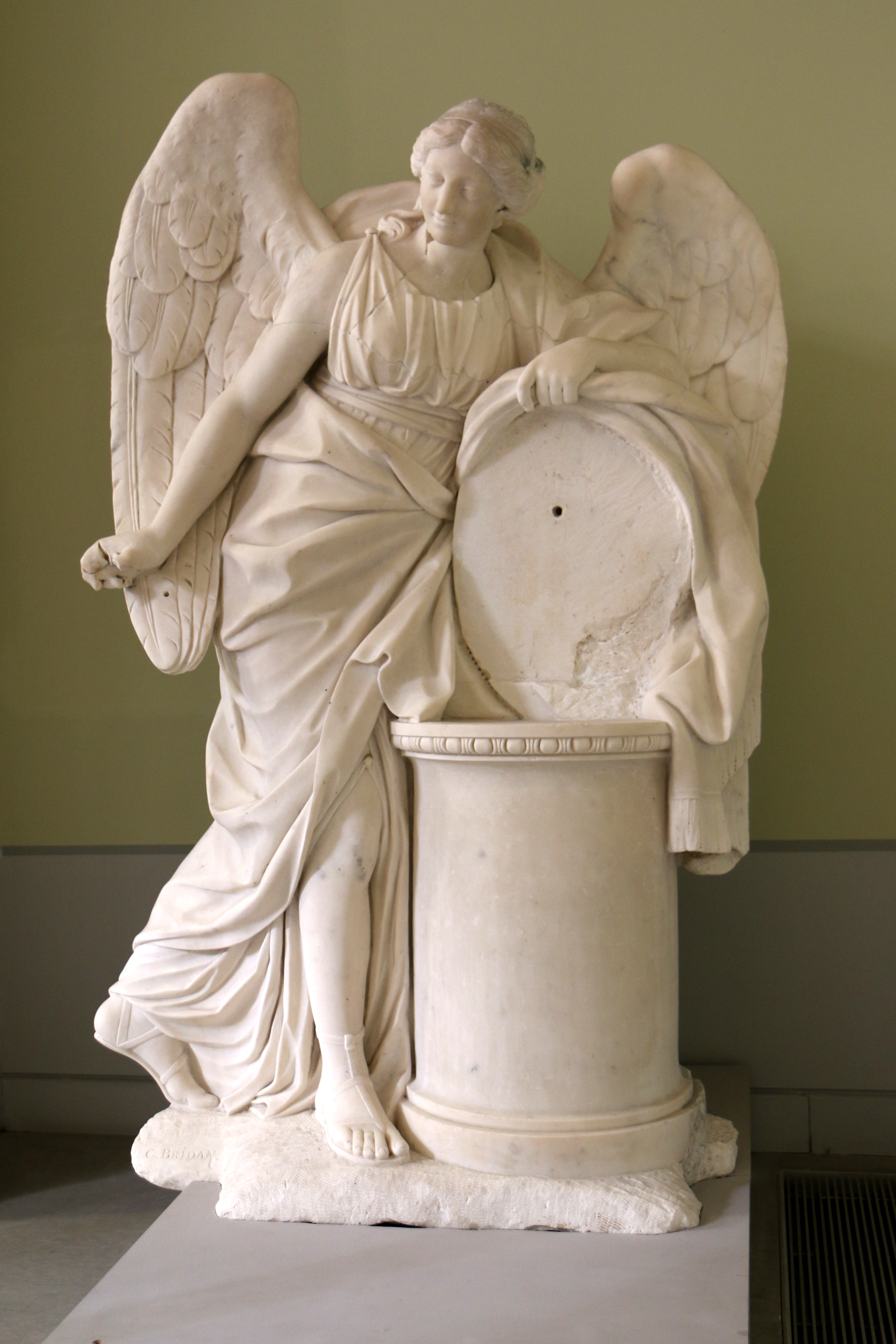
Mausolée de Jean-Baptiste Boyer d'Argens (1775), musée Granet, Aix-en-Provence.
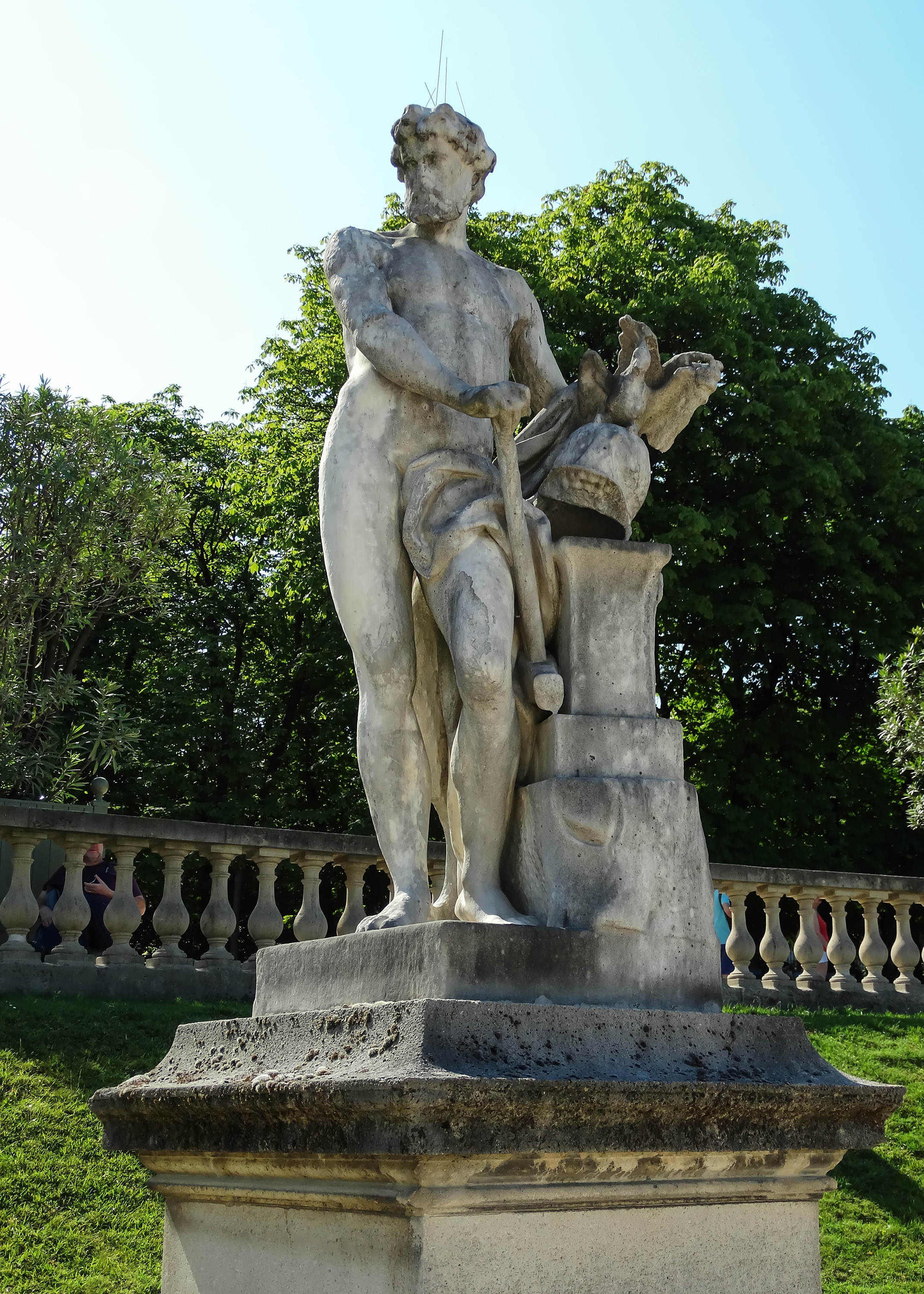
Vulcain (1781), jardin du Luxembourg, Paris.
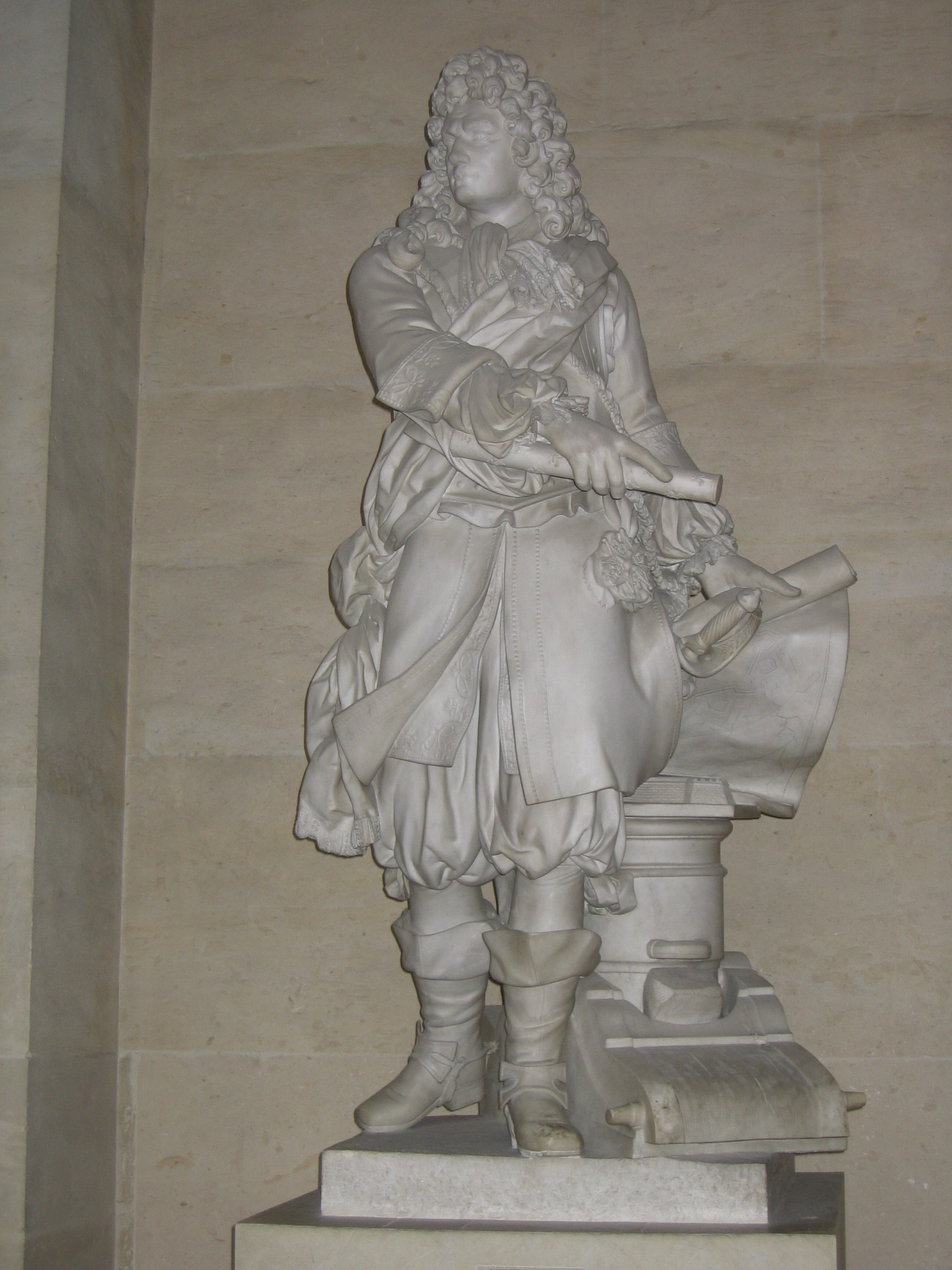
Vauban, maréchal de France (1785), musée national des châteaux de Versailles et de Trianon.
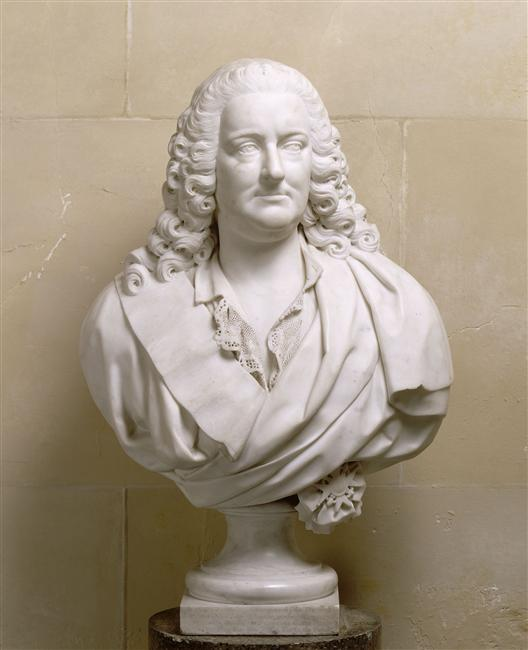
Joseph-Francois Dupleix (vers 1787), musée national des châteaux de Versailles et de Trianon.

Œuvres d'après Charles-Antoine Bridan
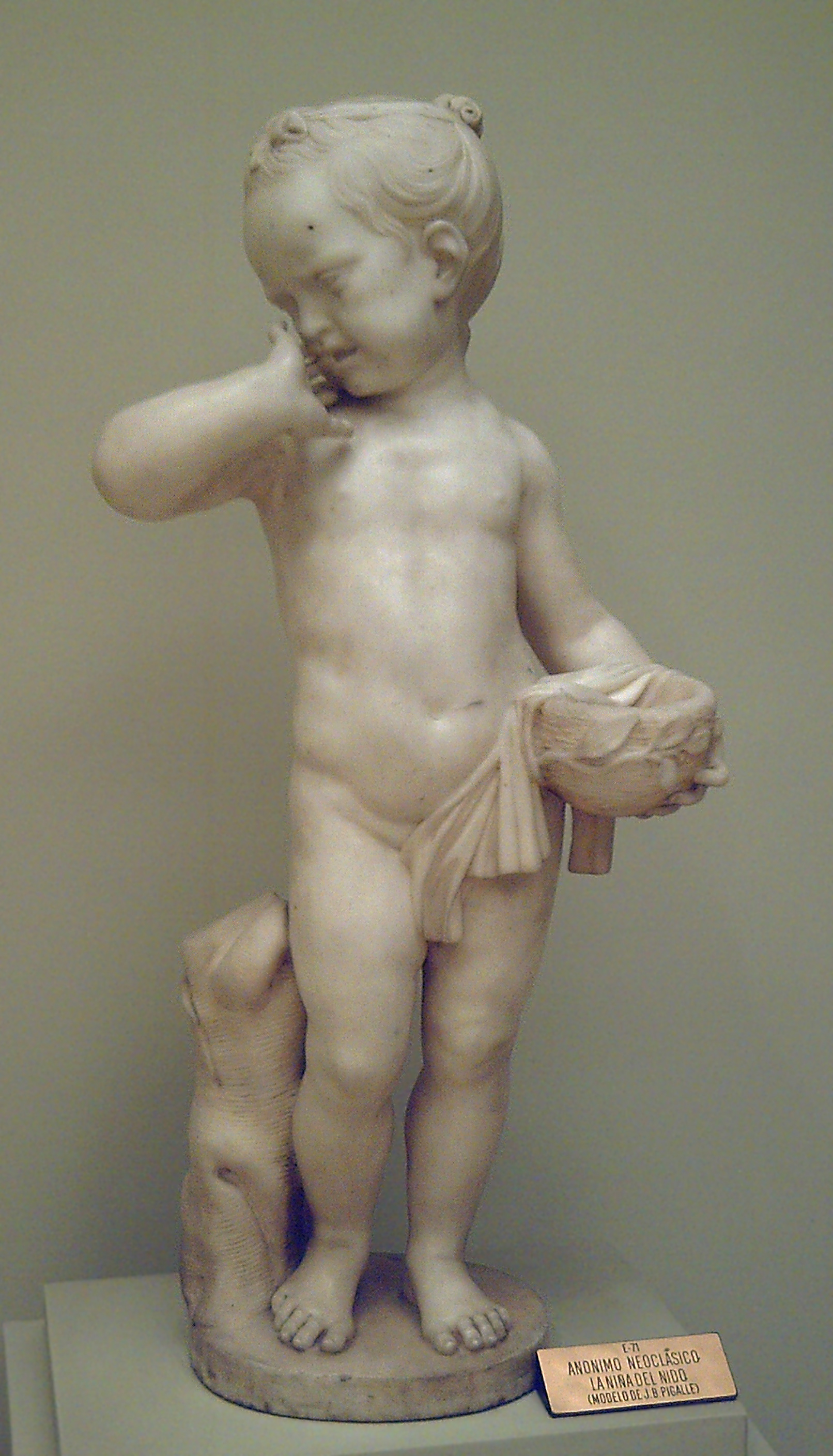
Petite fille tenant un nid, anonyme, académie royale des Beaux-Arts Saint-Ferdinand, Madrid.
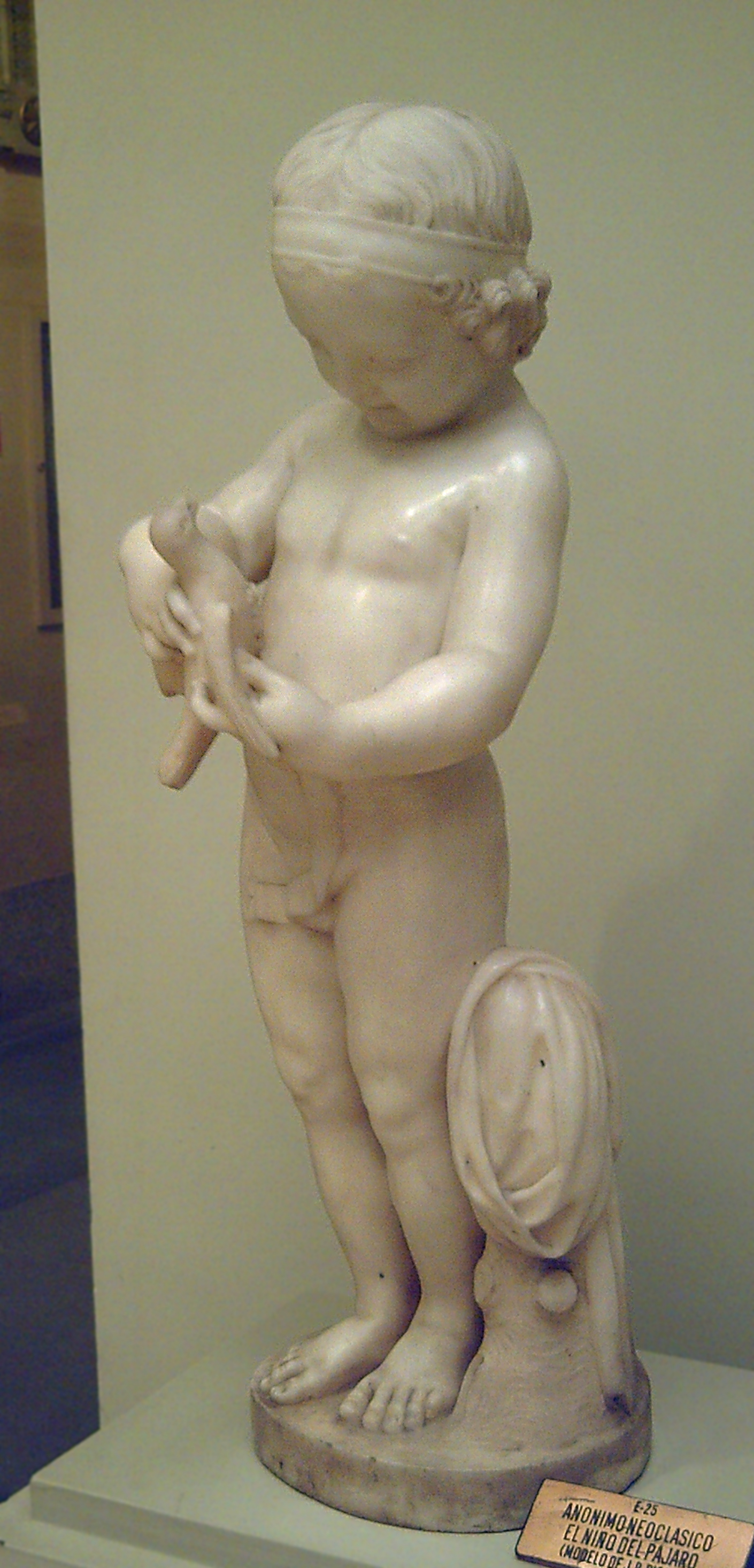
Petit garçon tenant un oiseau, anonyme, académie royale des Beaux-Arts Saint-Ferdinand, Madrid.